# Nagy Endre (ejtőernyős)
Nagy Endre (1941–) magyar ejtőernyős sportoló, versenybíró.

## Életpályája
1960-ban Miklós László irányítása alatt ismerkedett meg az ejtőernyőzéssel. 1964-ben körvezető, egy év múlva oktató, 1968-tól a KMRK szakosztályvezetője. 1965-től az ejtőernyős válogatott tagja. 1970-ben a békéscsabai oktatóképzőn helikopterből hajtott végre az 1500. ugrást. Eddig 6 óra 58 percet, 30 másodpercet töltött szabadeséssel a levegőben.

## Sportegyesületei
- Könnyűipari Minisztérium Repülő Klubja (KMRK)

## Sporteredményei
18 csoportos és 3 egyéni rekord részese. Több nemzetközi verseny résztvevője. 1967-ben tagja volt annak a csoportos ugrásnak, amely a sári repülőtéren éjszakai ugrásával világrekordot ért el.

### Világbajnokság
- A X. Ejtőernyős Világbajnokságnak 1970. augusztus 6. és augusztus 20. között  Jugoszlávia adott otthont a Bledben lévő Lesce repülőtéren. A magyar férfi válogatott további tagjai: Hüse Károly, Kovács József, Varga József és Horváth István voltak.
- A XII. Ejtőernyős Világbajnokságot 1974. július 25. és augusztus 12. között rendezték meg Szolnokon. A magyar férfi válogatott  további résztvevői Kovács József, Varga József, Mészárovics György és Ecsédi András voltak. 
  - az 1000 méteres csoportos célba ugrásban a férfiak versenyében Magyarország csapata 4. lett,

### Magyar bajnokság
- A XIV. Magyar Ejtőernyős Nemzeti Bajnokságra 1967. július 23. valamint július 30. között került sor Miskolcon. 
  - az 1000 méteres csapat célba ugró versenyszámában a Könnyűipari Minisztérium (KIM) csapatával bronzérmes,
- XV. Magyar Nemzeti Bajnokságot 1969. szeptember 5. és szeptember 7. között rendezték meg Gödöllőn. 
  - a 2000 méteres stílusugrás bronzérmese,
  - a férfi egyéni összetett verseny bronzérmese,